# Contea di Whitfield
La contea di Whitfield (in inglese Whitfield County) è una contea dello Stato della Georgia, negli Stati Uniti. La popolazione al censimento del 2000 era di 83 525 abitanti. Il capoluogo di contea è Dalton.